# Pachypanchax
Genre
Le genre Pachypanchax regroupe sept espèces de poissons africains d'eau douce de la famille des Aplocheilidae. Ces différentes espèces sont pour la plupart originaires de Madagascar, toutefois P. playfairii est endémique des Seychelles.

## Description
Il s'agit de poissons de petite taille (de 50 à 100 mm selon les espèces), de forme allongée et dont les nageoires dorsales et anales sont positionnées très en arrière du corps.

## Liste des espèces
Selon Fishbase 7 espèces (05/2015):
- Pachypanchax arnoulti  Loiselle, 2006 - Madagascar
- Pachypanchax omalonotus (Duméril, 1861) - Madagascar et îles adjacentes
- Pachypanchax patriciae Loiselle, 2006 - Madagascar
- Pachypanchax playfairii (Günther, 1866) - Endémique des Seychelles - Panchax pointillé
- Pachypanchax sakaramyi (Holly, 1928) - Madagascar
- Pachypanchax sparksorum Loiselle, 2006 - Madagascar
- Pachypanchax varatraza Loiselle, 2006 - Madagascar